# Córka kapitana
Córka kapitana (ros. Капитанская дочка) – powieść historyczna rosyjskiego pisarza Aleksandra Puszkina, która opisuje czasy Powstania Pugaczowa w Rosji w latach 1773–1775. Po raz pierwszy została opublikowana w 1836 roku bez wskazania autora na łamach czasopisma „Sowriemiennik” (ros. Современник), założycielem którego był Aleksandr Puszkin. Na język polski po raz pierwszy powieść przetłumaczył Stanisław Strumph-Wojtkiewicz w 1926 roku.

## Treść utworu
Piotr Andrieicz Griniow jest jedynym żyjącym dzieckiem emerytowanego oficera armii cesarskiej. Kiedy Piotr kończy 17 lat, ojciec wysyła go do służby wojskowej w Orenburgu. W drodze na swój posterunek młody oficer spotyka Jemieljana Pugaczowa, który jest wtedy uciekającym, nikomu nie znanym kozakiem. Podczas burzy śnieżnej ten ostatni zgadza się odprowadzić Griniowa i jego starego sługę Sawielicza do gospody. W podzięce za przysługę Piotr daje mu swój kożuszek z królika.
Po przybyciu na służbę do przygranicznej twierdzy Biełogorskiej, Piotr zakochuje się w Maszy Mironowej, córce kapitana twierdzy. Aleksy Szwabrin, który również jest zainteresowany córką kapitana, wyzywa Piotra na pojedynek. Piotr zostaje ranny i oświadcza się Maszy. O pojedynku dowiaduje się ojciec Piotra, który nie wyraża zgody na małżeństwo syna z panną bez posagu.
Niedługo potem twierdzę oblega wojsko powstańca Jemieljana Pugaczowa, który podaje się za cesarza Piotra III. Stacjonujący w twierdzy kozacy przechodzą na stronę wojsk Pugaczowa, w wyniku czego ten z łatwością ją zdobywa. Żąda, by kapitan złożył mu przysięgę na wierność, a gdy Mironow odmawia, wiesza kapitana i zabija jego żonę. Szwabrin, obawiając się egzekucji, składa przysięgę Pugaczowi. Piotr odmawia złożenia przysięgi, jednak jego życie zostaje oszczędzone, kiedy okazuje się, że Pugaczow jest tym kozakiem, który kiedyś uratował Piotra z zamieci.
Piotr udaje się do oblężonych powstańców w Orenburgu i walczy z Pugaczowem, ale pewnego dnia otrzymuje list od Maszy, która z powodu choroby została w twierdzy Biełogorskiej. Z listu dowiaduje się, że Szwabrin chce ją poślubić siłą. Griniow bez pozwolenia opuszcza służbę, dociera do twierdzy Biełogorskiej i dzięki pomocy Pugaczowa ratuje Maszę. Później, na skutek donosu Szwabrina, Piotr zostaje aresztowany przez żołnierzy rządowych. Griniow zostaje skazany na śmierć, którą zastępuje zesłanie na Syberię na wieczne osiedlenie.
Masza postanawia pojechać do Petersburga, by przedstawić petycję Katarzynie Wielkiej. W Carskim Siele spotyka się z damą dworu i opowiada o swoim planie odwiedzenia cesarzowej w imieniu Piotra. Kobieta początkowo odmawia jej pomocy, twierdząc, że Piotr jest zdrajcą, ale Maszy udaje się ją przekonać. Wkrótce Masza otrzymuje zaproszenie na spotkanie z cesarzową i z zaskoczeniem rozpoznaje w niej kobietę, z którą wcześniej rozmawiała. Cesarzowa przekonała się o niewinności Piotra i nakazała jego uwolnienie. Piotr jest świadkiem ścięcia Pugaczowa. On i Masza biorą ślub.

## Bohaterowie powieści

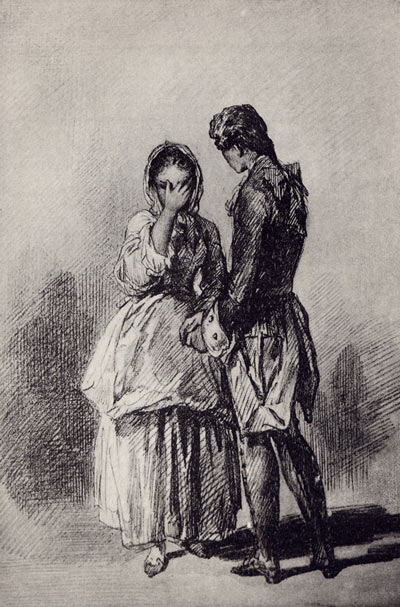
Masza i Piotr

- Piotr Andriejewicz Griniow – 17-letni oficer armii rosyjskiej.
- Andrzej Pietrowicz Griniow – ojciec Piotra, surowy oficer rosyjski.
- Jemieljan Pugaczow – ataman kozaków jaćwieskich prowadzący wielkie powstanie ludowe przeciwko Katarzynie Wielkiej.
- Aleksy Iwanowicz Szwabrin – oficer, osobisty wróg Piotra.
- Maria Iwanowna Mironowa (Masza) – wielka miłość Piotra i jego przyszła żona.
- Archip Sawielicz – wierny sługa Piotra.
- Iwan Kuźmicz Mironow – ojciec Maszy i kapitan armii.
- Wasilisa Jegorowna Mironowa – żona Kuźmitcha, matka Marii.

## Przekłady na język polski
Powieść na język polski przełożyli:
- 1926 – Stanisław Strumph-Wojtkiewicz[2]
- 1948 – Tadeusz Stępniewski[2]
- 1949 – Seweryn Pollak[2]
- 1994 – Jerzy Litwinow[2].